# Defeito pupilar aferente relativo
O defeito pupilar aferente relativo (DPAR), também conhecido como pupilas de Marcus Gunn, é um sinal físico aferido à realização do exame clínico neurológico. Ocorre devido a lesão parcial unilateral da via aferente do reflexo pupilar, ou seja o nervo óptico, somente pode ser possível, pela presença em nós primatas do reflexo pupilar consensual, onde a luz independente de qual nervo é sensibilizado, estimula os mesmos núcleos do nervo oculomotor, responsável pela contração pupilar, também contra lateralmente. 
Observa-se que, quando existe uma lesão parcial de só um nervo óptico, por exemplo em uma neurite óptica ou num pós operatório de lesões orbitárias, ao emitirmos luz neste olho doente, existe um atraso tanto no reflexo consensual quanto no reflexo pupilar direto. Consequentemente, se ambos os olhos forem estimulados seguidamente, o atraso que é constante somar-se-á consecutivamente ao ponto de existir uma dilatação paradoxal da pupila, em função da suspensão de variação do estímulo luminoso sobre o olho afetado.
Essa manobra de estimulo luminoso intermitente, denominamos teste da luz alternante, inicialmente descrita em inglês, "swinging-flashlight test". Pupilas de Marcus Gunn refere-se ao mesmo sinal, homenagem homônima aquele que primeiro descreveu e a relacionou com lesão do nervo óptico, é fenômeno de, ao estímulo luminoso, vermos dilatação pupilar ao invés de contração , o nome defeito pupilar aferente relativo(DPAR) é mais semiológico, auto explicativo e preferível.
A presença deste sinal, ou seja, a dilatação pupilar quando iluminada, portanto  paradoxal, é um claro indício de anomalia unilateral do nervo óptico ( via aferente do reflexo pupilar). Trata-se de teste diagnóstico bem sensível, porém pouco específico no que tange a causa da lesão parcial da via aferente.
É importante ressaltar que, mesmo tendo sido inicialmente descrito em lesões parciais do nervo óptico, esse tipo de manifestação não é específico a esta condição e frequentemente é observada em lesões retinianas extensas parciais e unilaterais, além de condições onde a recepção da luz em um olho está bem mais acometida do que no outro, como nos hifemas e traumas oculares.